# 아멜란트

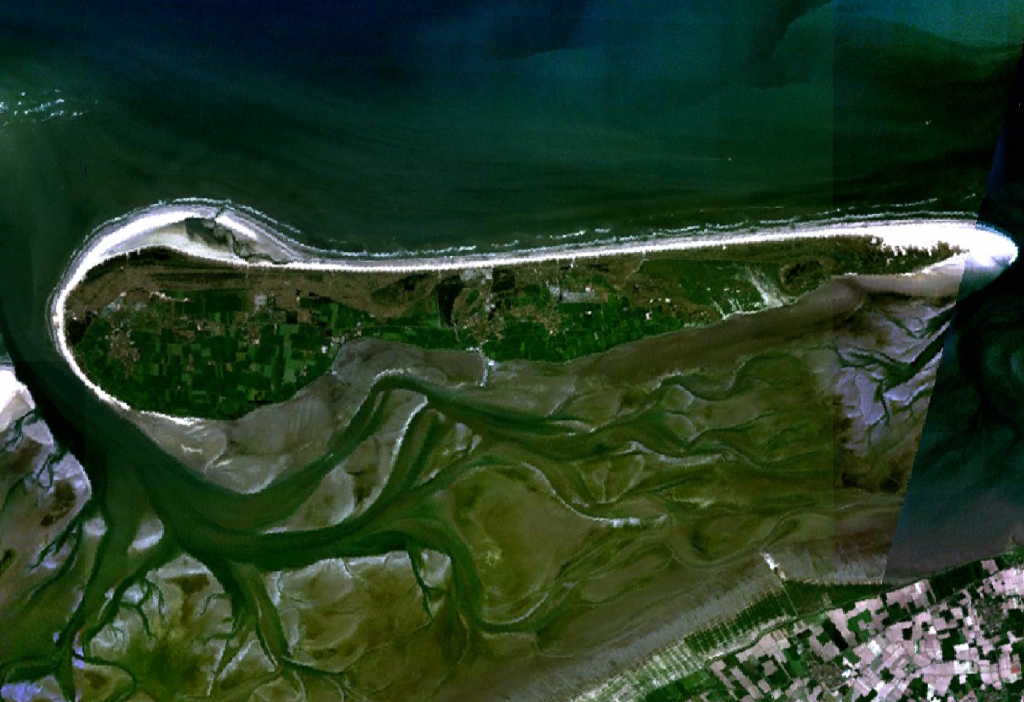
아멜란트 위성 사진

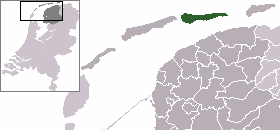
아멜란트의 위치

아멜란트(네덜란드어: Ameland, 서프리슬란트어: It Amelân)는 네덜란드 프리슬란트주의 도시로 면적은 268.50km2, 높이는 4m, 인구는 3,591명(2014년 5월 기준), 인구 밀도는 61명/km2이다.

시기
시 문장